# Irene Awret
Irene Awret (née Irene Spicker le 30 janvier 1921 à Berlin et morte le 6 juin 2014 à Falls Church en Virginie) est une artiste et autrice américaine d'origine allemande. Elle survit à l'Holocauste comme prisonnière juive dans le camp de transit de Malines.

## Biographie
Irene Spicker est née le 30 janvier 1921 à Berlin, dans une famille juive,. Elle est la plus jeune de trois enfants. Son père, le commerçant ambulant Moritz Spicker (1878-?) est un ancien combattant de la Première Guerre mondiale qui le laisse avec le statut d'invalide de guerre. Sa mère Margarete Zoegall (1883-1927) décède alors qu'Irene n'a que sept ans.
En 1937, lors de la promulgation des lois de Nuremberg qui visent à exclure les personnes juives de la société, Irene doit quitter l'école. Son père lui fait alors étudier le dessin, la peinture et la restauration avec un peintre juif ,.
En 1939, alors que la situation des juifs en Allemagne s'aggrave, Moritz Spicker envoie ses filles Gerda et Irene en Belgique où réside déjà un oncle. Après une demande vaine de visa pour la Grande Bretagne et une tentative d'entrée en Belgique avortée à cause d'un passeur malhonnête, elles arrivent à Bruxelles. Leur frère Werner Spicker obtient un visa pour la République dominicaine.
Irene Spicker travaille comme domestique et effectue des travaux de peinture. Elle suit les cours de l'Académie royale des Beaux arts de Bruxelles à temps partiel. Quelques mois plus tard, leur père et le mari de Gerda rejoignent les deux sœurs à Bruxelles et leur situation financière devient plus facile ce qui lui permet d'étudier à temps plein en travaillant comme restauratrice ou en réalisant des tableaux sur commande,.
Après l'invasion de la Belgique par l'armée allemande, son oncle et ses deux fils sont internés dans un camp en France à cause de leur nationalité allemande. Irene Spicker n'est pas inquiétée et peut continuer ses études pendant quelque temps puis doit se cacher dans une ferme à Waterloo, chez un résistant nommé Dessy. En janvier 1943, sa situation devient trop dangereuse, elle retourne à Bruxelles avec de faux papiers et recommence à restaurer des sculptures sur bois.
Elle est dénoncée par un informateur juif, le tristement connu Gros Jacques, qui accompagne les deux hommes de la Gestapo venus l'arrêter. Elle emporte avec elle de la nourriture et son matériel de dessin. Elle est d'abord détenue dans des caves de la Gestapo, avenue Louise, à Bruxelles. Elle y est interrogée et torturée dans le but d'avouer l'adresse de la cache de son père,.
Elle est ensuite transférée au camp de rassemblement de Malines, camp de transit pour Auschwitz, où elle arrive au moment du départ du convoi n° 20. Elle n'en fait cependant pas partie et son nom est inscrit sur plusieurs listes de déportation ultérieures dont les convois n° 21, n° 22A, n° 23  jusqu'à ce qu'elle soit finalement intégrée à l'état-major de la caserne Dossin grâce à ses talents d'artiste. Elle est affectée à l'atelier des peintres où elle peint des panneaux d'identification en carton, des brassards, des affiches et panneaux pour le camp. Elle peut aussi y peindre et dessiner, surtout au crayon mais également à l'aquarelle et à l'huile, souvent des portraits demandés par les officiers nazis mais aussi clandestinement des portraits ses codétenus et des scènes de la vie du camp. D'après les sources, c'est son talent de peintre qui lui vaut d'être épargnée par la déportation. Dans l'atelier des artistes, elle rencontre un réfugié juif de Pologne, Azriel Awret (1910-2011) qu'elle épouse en 1944 après la libération de Malines ,,,,.
Parmi les autres artistes de l'atelier figurent notamment Lon Landau (1919-1945) et Felix Nussbaum (1904-1944),.
Azriel Awret est libéré le 16 octobre 1943 en raison de son premier mariage avec une femme non-juive. Irene Awret rentre chez elle lors de la libération de la caserne Dossin dans la nuit du 3 au 4 septembre 1944. Elle retrouve son père et sa sœur.
Elle épouse ensuite Azriel Awret. Ils ont leur premier enfant, Uziel, en Belgique mais les autorités belges ne leur accorde pas de permis de séjour et ils émigrent en Israël en 1949 et vivent à Safed. Là bas, ils ouvrent un atelier dans le quartier des artistes de Safed et deviennent les membres fondateurs de la Colonie d'artistes de Safed.
Dans les années 1970 (en 1968 selon Mark Avrum Ehrlich, en 1982 selon le Washington Jewish Week), le couple déménage aux États-Unis avec leurs deux enfants (Martha est née en Israël) et ils partagent alors leur temps entre les deux pays. Irene Awret continue de pratiquer la peinture et la sculpture en céramique et aide parfois son mari dans son travail de sculpture.
En 2004, les mémoires d'Irene Awret intitulées « They'll Have to Catch Me First: An Artist's Coming of Age in the Third Reich » (« Ils devront d'abord m'attraper: le passage à l'âge adulte d'une artiste pendant le troisième Reich » en anglais) sont publiées par University of Wisconsin Press. Ce livre est un récit de son expérience personnelle mais témoigne aussi du rôle du camp de Malines dans l'Holocauste, avec de nombreux témoignages de détenus survivants. Il contient également des reproductions d’œuvres d'art réalisées par eux-mêmes et d'autres prisonniers de la caserne Dossin.
Irene Awret décède à Falls Church, en Virginie, le 6 juin 2014, à l'âge de 93 ans. A Malines, une place devant le Musée Kazerne Dossin porte le nom d'Irene Spicker.

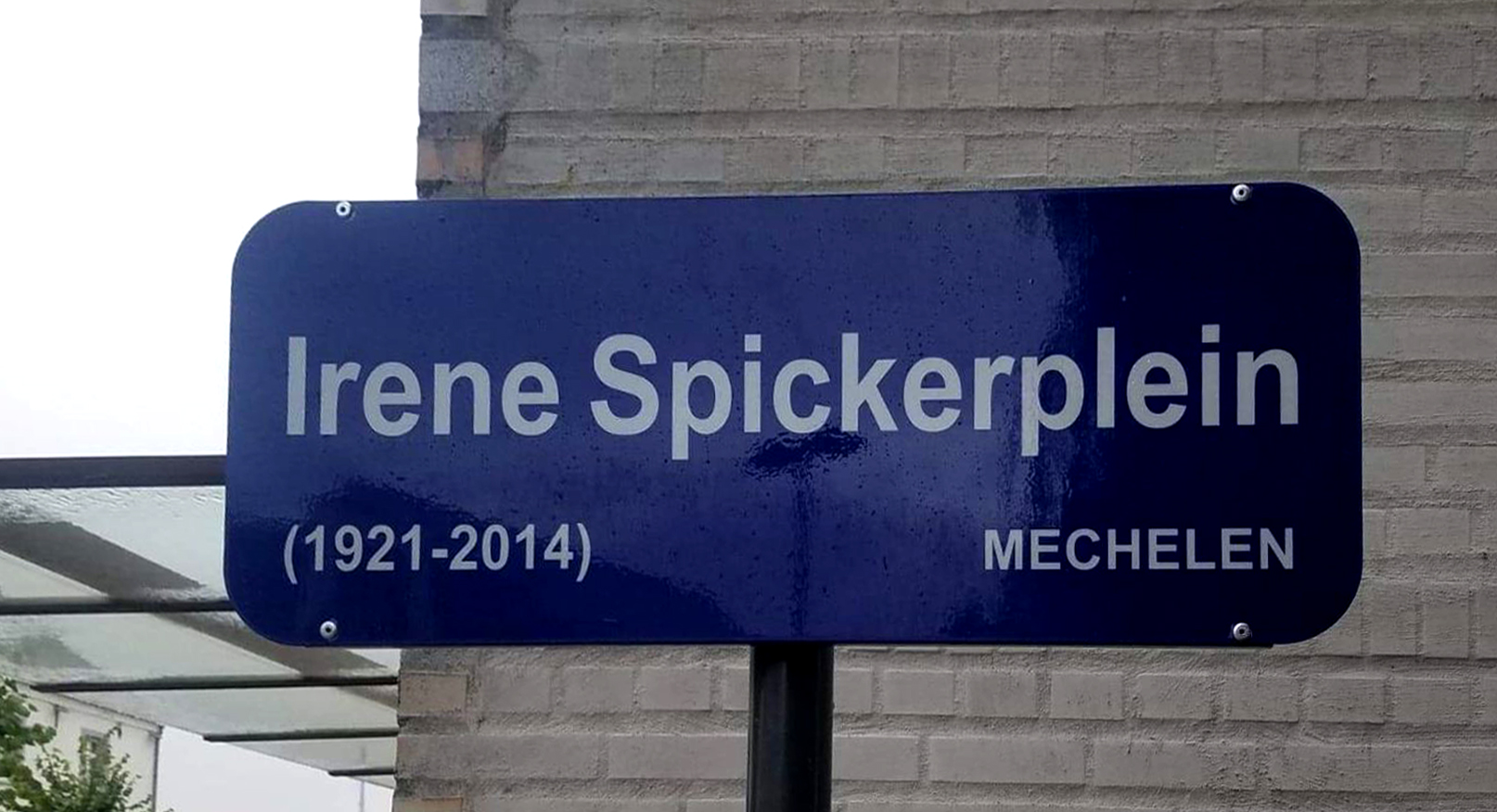
Place Irene Spicker à Malines

## Œuvre artistique
Irene Awret peint surtout des aquarelles et des peintures à l'huile mais elle réalise aussi des dessins au crayon, à l'encre et au fusain. Elle réalise notamment des portraits de déportés et des scènes du camp ou liées à la déportation. Plus tard, son travail devient plus naïf et fait aussi place à l'abstraction.
Lors de la libération de la caserne Dossin, Irene Awret a réussi à sauver certains de ses tableaux et des objets créés par Lon Landau. Toutes ces pièces ont été données à des musées. Le Beit Lohamei Ha-Getaot (en français, Musée de la maison des combattants du ghetto) et le musée Kazerne Dossin en possèdent dans leurs collections permanentes,. En 2017-2018, Uziel Awret, fils d'Azriel Awret et d'Irene Spicker, fait don au musée Kazerne Dossin de la boîte de peinture de guerre d'Irene Spicker et de la série de dessins originaux d'Azriel Awret sur l'Holocauste.
Trois de ses œuvres font partie de la collection « Liberation Graphics Collection of Palestine Posters » qui rassemble des œuvres sur papier créées par des artistes palestiniens ou internationaux en soutien à la cause palestinienne.
Le United States Holocaust Memorial Museum possède un grand nombre de documents, essentiellement des photographies et le passeport d'Irene Awret de 1939.
Elle obtient le prix Janusz Korzack de la Anti-Defamation League pour son premier livre, Days of honey : the Tunesian boyhood of Raphael Uzan.

## Expositions
Irene Awret a réalisé de nombreuses expositions personnelles et collectives en Israël et aux États-Unis, dont : 
- 1978 : Musée juif de New York[19]
- 2004: Shimmering in the dark, the art of Irene Awret, Université George-Mason, Washington[20]

## Publications
- Days of honey : the Tunesian boyhood of Raphael Uzan, New York : Schocken Books, 1984  (ISBN 9780805239232)
- They'll have to catch me first. An artist's coming of age in the Third Reich, University of Wisconsin Press, 2004, 384 p.  (ISBN 978-0299188306)
- Preparing for Passover in North Africa, in The Life of Judaïsm, University of California Press, 2001 p. 29  (ISBN 978-0-520-22753-8) Lire en ligne